# 特拉夫涅韋 (佩列亞斯拉夫-赫梅利尼茨基區)
50°4′39″N 31°37′6″E / 50.07750°N 31.61833°E
特拉夫內韋（烏克蘭語：Травневе）是位於烏克蘭北部的村莊，由基辅州鲍里斯皮尔区的塔尚市鎮負責管轄。該村面積0.41平方公里，海拔高度98米，2001年人口48，人口密度每平方公里117.1人。